# Fuck for Forest

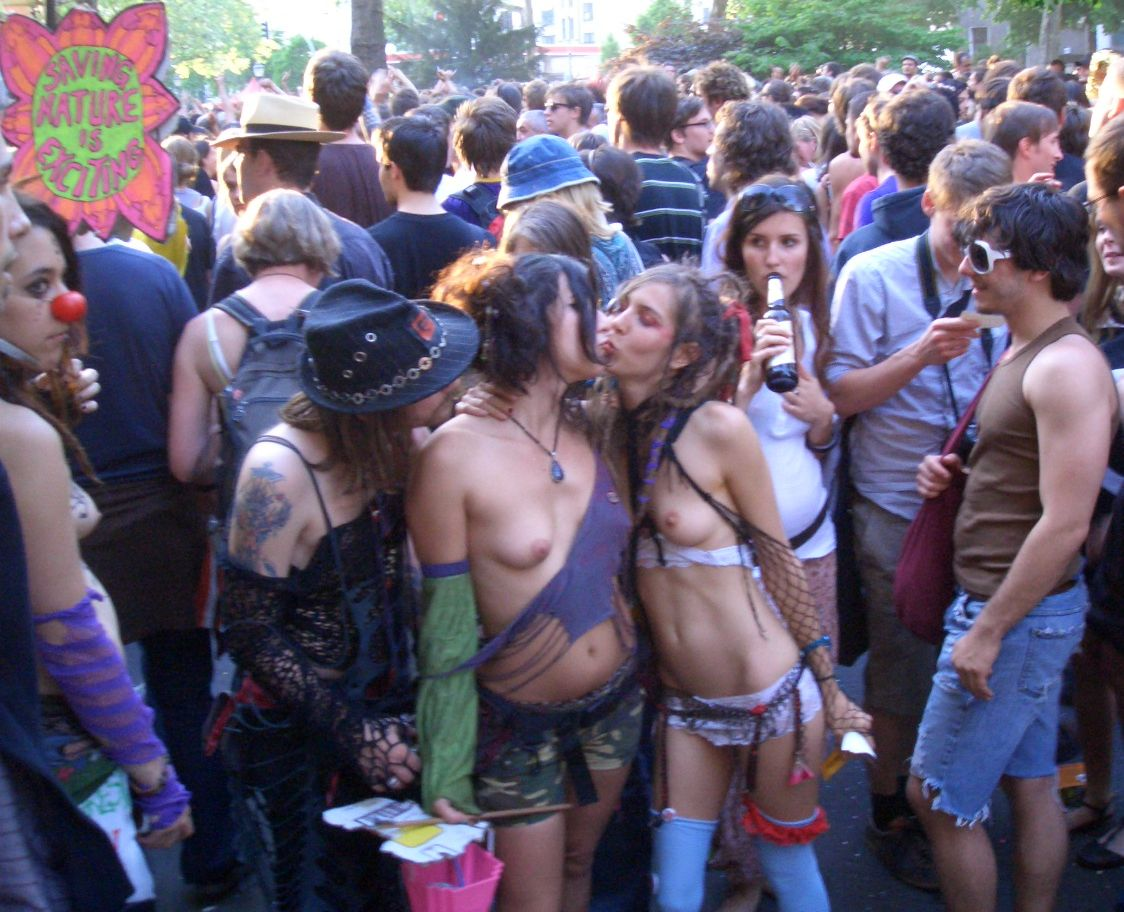
Активісти FFF на Карнавалі культур у Берліні у 2008 році

Fuck for Forest (FFF, укр. Трахайся заради лісів) — некомерційна організація, заснована у 2004 році, що збирає гроші на відновлення вологих лісів за рахунок виробництва порнографії (наприклад, збираючи домашні порнофотографії) і прилюдного сексу. Це перша порноекоактивістська організація.

## Історія
На старті існування група отримала від своїх членів 100 000 доларів, а через півроку отримала грант від уряду Норвегії. З часом норвезькі філії Фонду захисту тропічних лісів і WWF як у Нідерландах, так і у Норвегії перестали приймати від FFF гроші через їх методи, внаслідок чого Fuck for Forest стали працювати безпосередньо з індіанцями тропічних лісів Коста-Рики і Бразилії.
Група отримала популярність після того, як двоє її активістів у 2004 році зайнялися сексом на сцені Quart Festival відразу після короткої промови про вплив людства на ліси. Пішли юридичні проблеми (включаючи штраф за зняті штани під час суду у Крістіансанні), і штаб організації був перенесений до Берліна.
У 2005 році сайт FFF отримав Erotic Charity Awards як найкращий сайт року.
2 червня 2011 інформація про активістів потрапила у великий норвезький таблоїд Dagbladet після того, як кілька учасників групи імітували статевий акт у соборі Осло під час меси. Єпископ Осло сказав виданню, що витівка «засмучує його від імені тих, хто це зробив».
У 2012 році вийшов повнометражний документальний фільм про рух «Fuck for Forest», знятий Міхалом Марчаком.